# Mirim Doce
Mirim Doce es un municipio brasileño del estado de Santa Catarina. Tiene una población estimada al 2022 de 2 511 habitantes. Forma parte de la Región metropolitana del Alto Valle de Itajaí. Se caracteriza por su producción de arroz.

## Toponimia
El nombre actual proviene de la expresión tupí-guaraní “Mirim-Ocê”, de ahí el nombre del municipio, Mirim Doce.

## Historia
La localidad fue muy afectada por la Guerra del Contestado (1912-1916), ya que fui utilizada como ruta para los arrieros quienes abastecían a los soldador, y como deposito de troncos, por esta razón, la localidad era conocida como "Deposito" durante la guerra.
Se emancipó como municipio en 1991, separándose de Taió.